# Ferhad Ayaz
Ferhad Ayaz (born Ferhat Ayaz ngày 10 tháng 10 năm 1994) là một cầu thủ bóng đá người Thụy Điển thi đấu cho Dalkurd FF ở Allsvenskan.

## Sự nghiệp
Ayaz khởi đầu sự nghiệp cùng với Degerfors IF ở Superettan, giải hạng hai Thụy Điển, ra sân 56 lần và ghi 14 bàn thắng trong 2 mùa giải.
Năm 2015, anh chuyển đến Gaziantepspor ở nơi sinh của mình. Anh ra mắt tại Süper Lig vào ngày 31 tháng 1, nhưng không gây ấn tượng và phải trở lại quê hương cùng Örebro SK năm 2016.
Đầu năm 2018, anh có một phi vụ chuyển nhượng khác với bản hợp đồng 4 năm cho câu lạc bộ tại Allsvenskan Dalkurd FF.